# 多爾芬鎮區 (內布拉斯加州諾克斯縣)
多爾芬鎮區（英語：Dolphin Township）是位於美國內布拉斯加州諾克斯縣的一個行政鎮區。

## 地方資料
多爾芬鎮區的面積為93.59平方千米，皆為陸地。根據2020年美國人口普查的數據，當地共有人口128人，而人口密度為每平方千米1.37人。